# Гури-Опольські
Гури-Опольські (пол. Góry Opolskie) — село в Польщі, у гміні Ополе-Любельське Опольського повіту Люблінського воєводства.
Населення — 246 осіб (2011).

## Демографія
Демографічна структура станом на 31 березня 2011 року:
|          | Загалом | Допрацездатний вік | Працездатний вік | Постпрацездатний вік |
| -------- | ------- | ------------------ | ---------------- | -------------------- |
| Чоловіки | 119     | 33                 | 76               | 10                   |
| Жінки    | 127     | 29                 | 75               | 23                   |
| Разом    | 246     | 62                 | 151              | 33                   |